# Associazione Sportiva Latina 1932 1990-1991
Questa voce raccoglie le informazioni riguardanti l'Associazione Sportiva Latina 1932 nelle competizioni ufficiali della stagione 1990-1991.

## Rosa
| N. |                   | Ruolo | Calciatore               |  |
| -- | ----------------- | ----- | ------------------------ |  |
|    | Italia (bandiera) | D     | Massimo Bigotto          |  |
|    | Italia (bandiera) | A     | Daniele Madeddu          |  |
|    | Italia (bandiera) | C     | Roberto Cacciatore       |  |
|    | Italia (bandiera) | C     | Vittorio Cessario        |  |
|    | Italia (bandiera) | D     | Sandro Chialastri        |  |
|    | Italia (bandiera) | A     | Simone Covini            |  |
|    | Italia (bandiera) | A     | Francesco Di Rienzio (I) |  |
|    | Italia (bandiera) | C     | Pietro Di Trapano        |  |
|    | Italia (bandiera) | D     | Roberto Giansanti        |  |
|    | Italia (bandiera) | C     | Giulio Giovannoli        |  |
|    | Italia (bandiera) | A     | Massimo Gori             |  |
|    | Italia (bandiera) | D     | Sandro Luceri            |  |

| N. |                   | Ruolo | Calciatore               |
| -- | ----------------- | ----- | ------------------------ |
|    | Italia (bandiera) | A     | Gianfranco Mannarelli    |
|    | Italia (bandiera) | C     | Vittorio Monti           |
|    | Italia (bandiera) | D     | Giampietro Morgagni      |
|    | Italia (bandiera) | P     | Giuseppe Oliverio        |
|    | Italia (bandiera) | A     | Giovan Battista Pezzella |
|    | Italia (bandiera) | D     | Salvatore Rosato         |
|    | Italia (bandiera) | D     | Gianluigi Sarti          |
|    | Italia (bandiera) | D     | Mauro Spada              |
|    | Italia (bandiera) | D     | Pierpaolo Statuto        |
|    | Italia (bandiera) | A     | Andrea Tentoni           |
|    | Italia (bandiera) |       | Vassallo                 |

## Risultati

### Campionato

#### Girone di andata
| 16 settembre 1990 1ª giornata | Latina | 0 – 0 | Celano |  |

| 23 settembre 1990 2ª giornata | Castel di Sangro | 1 – 1 | Latina |  |

| 30 settembre 1990 3ª giornata | Latina | 0 – 0 | Potenza |  |

| 7 ottobre 1990 4ª giornata | Kroton | 1 – 0 | Latina |  |

| 14 ottobre 1990 5ª giornata | Latina | 1 – 1 | Atletico Leonzio |  |

| 21 ottobre 1990 6ª giornata | Ostia Mare | 1 – 1 | Latina |  |

| 4 novembre 1990 7ª giornata | Latina | 0 – 1 | Savoia |  |

| 11 novembre 1990 8ª giornata | Lodigiani | 0 – 0 | Latina |  |

| 18 novembre 1990 9ª giornata | Latina | 0 – 1 | Formia |  |

| 25 novembre 1990 10ª giornata | Pro Cavese | 0 – 0 | Latina |  |

| 2 dicembre 1990 11ª giornata | Latina | 2 – 0 | Astrea |  |

| 9 dicembre 1990 12ª giornata | Vigor Lamezia | 1 – 1 | Latina |  |

| 16 dicembre 1990 13ª giornata | Latina | 1 – 1 | Ischia Isolaverde |  |

| 30 dicembre 1990 14ª giornata | Sangiuseppese | 1 – 0 | Latina |  |

| 6 gennaio 1991 15ª giornata | Enna | 0 – 0 | Latina |  |

| 13 gennaio 1991 16ª giornata | Latina | 1 – 1 | Turris |  |

| 20 gennaio 1991 17ª giornata | Acireale | 2 – 0 | Latina |  |

#### Girone di ritorno
| 3 febbraio 1991 18ª giornata | Celano | 0 – 1 | Latina |  |

| 10 febbraio 1991 19ª giornata | Latina | 1 – 0 | Castel di Sangro |  |

| 17 febbraio 1991 20ª giornata | Potenza | 0 – 1 | Latina |  |

| 24 febbraio 1991 21ª giornata | Latina | 0 – 0 | Kroton |  |

| 3 marzo 1991 22ª giornata | Atletico Leonzio | 0 – 0 | Latina |  |

| 17 marzo 1991 23ª giornata | Latina | 1 – 0 | Ostia Mare |  |

| 24 marzo 1991 24ª giornata | Savoia | 0 – 1 | Latina |  |

| 30 marzo 1991 25ª giornata | Latina | 1 – 1 | Lodigiani |  |

| 7 aprile 1991 26ª giornata | Formia | 1 – 0 | Latina |  |

| 14 aprile 1991 27ª giornata | Latina | 2 – 1 | Pro Cavese |  |

| 28 aprile 1991 28ª giornata | Astrea | 0 – 0 | Latina |  |

| 5 maggio 1991 29ª giornata | Latina | 3 – 1 | Vigor Lamezia |  |

| 12 maggio 1991 30ª giornata | Ischia Isolaverde | 2 – 0 | Latina |  |

| 19 maggio 1991 31ª giornata | Latina | 4 – 1 | Sangiuseppese |  |

| 26 maggio 1991 32ª giornata | Latina | 3 – 2 | Enna |  |

| 2 giugno 1991 33ª giornata | Turris | 3 – 1 | Latina |  |

| 9 giugno 1991 34ª giornata | Latina | 1 – 2 | Acireale |  |